# Бойко, Виктор Григорьевич
Ви́ктор Григо́рьевич Бо́йко (укр. Віктор Григорович Бойко; 19 июля 1931, Кривой Рог — 20 июля 2014, Днепропетровск) — советский украинский партийный и государственный деятель. Председатель Днепропетровского облисполкома (1979—1983). Первый секретарь Днепропетровского обкома КП Украины (1983—1987).

## Биография
Родился 19 июля 1931 года в городе Кривой Рог, украинец. В 1951–1954 служил в армии.
Член КПСС с 1954 года. В 1960 году окончил Криворожский горнорудный институт, работал старшим прорабом строительного управления. С 1961 года на партийной работе: инструктор, заведующий отделом Криворожского горкома, заведующий отделом обкома КПСС. С 1970 председатель Днепропетровского горисполкома.
В 1974–1976 годах — первый секретарь Днепропетровского горкома КП Украины. В 1976–1979 годах — второй секретарь Днепропетровского обкома КП Украины. В 1978–1983 годах — председатель исполкома Днепропетровского областного совета. В 1983–1987 годах — первый секретарь Днепропетровского обкома КП Украины.
Возглавляя Днепропетровскую область, инициировал принятие областной «Программы застройки и благоустройства сельской местности». Были разработаны генеральные планы райцентров, сёл и посёлков, началось массовое асфальтирование дорог и улиц, строительство больниц и ФАПов, дворцов культуры и жилья для перспективных специалистов. По обеспечению газоснабжением, строительству дорог и жилых домов в сельских районах Днепропетровская область вышла в общесоюзные лидеры. По его инициативе был реализован проект создания Днепропетровской набережной, введён в эксплуатацию жилой массив «Победа» в Днепропетровске.
Депутат Совета Национальностей Верховного Совета СССР 10—11 созывов (1979–1989) от Украинской ССР. Член ЦК КПСС в 1986–1990.
В 1987–1991 годах — советник по экономическим вопросам посольства СССР в Румынии.
Умер 20 июля 2014 года в Днепропетровске. Похоронен на Запорожском кладбище.

## Награды
- орден Октябрьской Революции (17.03.1976);
- дважды Орден Трудового Красного Знамени (…; 17.07.1981);
- орден «Знак Почёта»;
- Орден «За заслуги» (Украина) 3-й степени;
- медали;
- Почётная грамота Министерства внешнеэкономических связей СССР;
- Заслуженный строитель УССР.